# Andrejs Rubins
Andrejs Rubins (russisch Андрей Владимирович Рубин; Andrei Wladimirowitsch Rubin; * 26. November 1978 in Riga; † 1. August 2022) war ein lettischer Fußballspieler, der zuletzt beim aserbaidschanischen Verein PFK Simurq Zaqatala spielte und von 1998 bis 2011 Mitglied der lettischen Fußballnationalmannschaft war.

## Karriere

### Verein
Andrejs Rubins begann seine Karriere 1996 beim lettischen Zweitligisten FK Auda. Nach keinem einzigen Ligaspieleinsatz wechselte 1997 nach Schweden zu Östers IF aus der Stadt Växjö. Nach elf Ligaspielen in der Fotbollsallsvenskan kehrte er 1998 nach Lettland zurück und ging zum Rekordmeister Skonto Riga. Bei Skonto kam er regelmäßig zum Einsatz und absolvierte in zwei Jahren 67 Ligaspiele und traf dabei 14-mal. Des Weiteren gewann er dreimal den Meistertitel und zweimal den nationalen Pokal. Im Oktober 2000 wechselte er für zwei Millionen Pfund Sterling in die englische Football League First Division zu Crystal Palace, wo er mit seinem Teamkollegen aus der Nationalmannschaft Aleksandrs Koļinko zusammenspielte. Am 1. November erzielte beim 3:0-Sieg im League Cup gegen Leicester City sein Premierentor. Am 10. Januar 2001 erzielte er wiederum im League Cup ein Tor, dieses Mal beim überraschenden 2:1-Sieg über den FC Liverpool. Im Dezember 2002 wurde bekannt, dass Rubins im Januar 2003 zum russischen Topklub Spartak Moskau wechselt. Nur drei Monate später wurde er ohne ein einziges Ligaspiel zu machen an Schinnik Jaroslawl verkauft und konnte bis zum Ende der Saison 2004 51 Ligaspiele und vier Tore verbuchen. Im Januar 2005 unterschrieb er einen Fünfjahresvertrag bei seinem alten Verein Spartak Moskau, der damalige lettische sportliche Leiter Aleksandrs Starkovs bewog ihn zu einem erneuten Wechsel. Doch auch beim zweiten Anlauf bei Spartak war nicht so erfolgreich. Nach nur fünf Partien wurde er im Januar 2006 an seinen vorherigen Verein Schinnik Jaroslawl für ein Jahr ausgeliehen. Im Juni 2007 kam das Gerücht auf, dass Rubins eventuell zum FC Blackpool wechseln könnte, wurde dann aber für ein halbes Jahr in die Virslīga zu FK Liepājas Metalurgs verliehen. Dort schaffte er mit seinem Team den Gewinn der Baltic League 2007.
Im Januar 2008 wechselte er nach Aserbaidschan zu İnter Baku. Dort gelang ihm der Gewinn der Premyer Liqası 2010. In 49 Spielen kam er auf neun Treffer. 2010 ging er zum amtierenden Meister Qarabağ Ağdam. Nur ein Jahr später wechselte er zum Ligakonkurrenten PFK Simurq Zaqatala. Nachdem er dort eine Spielzeit verbracht hatte, beendete Rubins seine aktive Karriere.

### Nationalmannschaft
Sein Debüt in der Nationalmannschaft gab er am 10. November 1998 bei der 0:3-Niederlage gegen Tunesien. Beim Gewinn des Baltic Cups 2001 erzielte er beim 4:1-Sieg über Litauen den zwischenzeitlichen Ausgleichstreffer und damit sein erstes Länderspieltor. Auch beim Triumph im Baltic Cup 2003 traf er wiederum gegen Litauen zur kurzzeitigen 2:0-Führung. 2004 schaffte sein Land das Erreichen der Endrunde der Fußball-Europameisterschaft 2004. In Gruppe D verlor man gegen die überlegenen Mannschaften aus den Niederlanden und Tschechien, erreichte aber durch ein 0:0 gegen Deutschland einen Achtungserfolg und brachte diese mehrmals an den Rand einer Niederlage. Am 1. April 2009 absolvierte er beim WM-Qualifikationsspiel gegen Luxemburg sein 100. Länderspiel. Insgesamt bestritt Rubins 117 Länderspiele für sein Heimatland, in denen ihm neun Treffer gelangen.

## Titel und Erfolge
Skonto Riga
- Virslīga: 1998, 1999, 2000
- Lettischer Fußballpokal: 1998, 2000

Liepājas Metalurgs
- Baltic League 2007

İnter Baku
- Premyer Liqası: 2010

Lettische Fußballnationalmannschaft
- Baltic Cup: 2001, 2003